# Sari-Solenzara
Sari-Solenzara es una comuna y población de Francia, en la región de Córcega, departamento de Córcega del Sur.
Su población en el censo de 1999 era de 1.102 habitantes.

## Demografía
| ... | 366 | 257 | 220 | 249 | 225 | 312 | 330 | 384 | 446 | 665 | 606 | 807 | 713 | 741 | 721 | 724 | 717 | 710 | 820 | 660 | 673 | 484 | 719 | 505 | 509 | 611 | 915 | 1141 | 1399 | 1178 | 1102 |
| Para los censos de 1962 a 1999 la población legal corresponde a la población sin duplicidades (Fuente: INSEE [Consultar]) |     |     |     |     |     |     |     |     |     |     |     |     |     |     |     |     |     |     |     |     |     |     |     |     |     |     |     |      |      |      |      |

- Datos: Q273710
- Multimedia: Sari-Solenzara / Q273710

1. ↑  Worldpostalcodes.org, código postal n.º 20145.
2. ↑  INSEE, Datos de población para el año 2012 de Sari-Solenzara (en francés).